# Jörg Hahn (Journalist)
Jörg Hahn (* 1961 in Essen) ist ein deutscher Sportjournalist.

## Werdegang
Hahn studierte Germanistik und Soziologie. Ab 1982 war er für die Frankfurter Allgemeine Zeitung (FAZ) tätig. 2004 übernahm er die Leitung der FAZ-Sportredaktion, am 1. Juli 2012 wechselte er als Direktor Kommunikation zur Stiftung Deutsche Sporthilfe.
Fünf Jahre arbeitete Hahn für die Stiftung Deutsche Sporthilfe, im Mai 2017 trat er das Amt als Leiter der Stadtredaktion Frankfurt bei der Frankfurter Neuen Presse an. Ende Juni 2017 endete die Tätigkeit wieder. Hahn schrieb fortan als freier Autor und bot seine Dienste als Kommunikationsberater an, zählte unter anderem die Frankfurter SportStiftung und den Frankfurter Sportkreis zu seiner Kundschaft, des Weiteren wurde er nach dem Durchlaufen einer Zusatzausbildung als Streitschlichter tätig.
Fachgebiete Hahns sind unter anderem die Sportarten Basketball, die er als Spieler und Trainer betrieb beziehungsweise lehrte, und Fußball sowie die Olympischen Spiele und Sportpolitik. 2005 veröffentlichte er mit Christian Eichler das Buch Flach spielen, hoch gewinnen: Fußballkünstler. Anlässlich des 100. Geburtstags des Frankfurter Waldstadions wirkte Hahn an dem Buch „100 Jahre Sportpark: Das Waldstadion, eine Bühne für Frankfurt und die Welt“ mit. Es wurde am 13. April 2025 veröffentlicht.